# Entrala
Entrala település Spanyolországban,  Zamora tartományban. Entrala Morales del Vino, El Perdigón és Zamora községekkel határos. Lakosainak száma 127 fő (2024).

## Népesség
A település népessége az utóbbi években az alábbiak szerint változott:
| Lakosok száma | 159  | 168  | 165  | 162  | 169  | 164  | 160  | 156  | 137  | 127  |
|               | 2001 | 2004 | 2007 | 2009 | 2012 | 2014 | 2017 | 2019 | 2022 | 2024 |